# 联合国秘书处
聯合國秘書處是聯合國六個主要機構之一，與聯合國大會、安全理事會、經濟及社會理事會、託管理事會與國際法院共同維繫聯合國運作，是聯合國主要的行政機構。秘書處的重要職責是擬定聯合國各個合議與決策執行機構的議程，以及實際執行決策。秘書處的首長是聯合國秘書長，由大會任命，一般也被視為聯合國的行政首長。
聯合國秘書長的職權很廣。第二任聯合國秘書長道格·哈馬紹曾如此描述秘書長的權力：「聯合國由各會員國組成，但政府間行動與合作的空間往往要倚賴秘書處牽成。……（聯合國秘書處的）地位便由此而來。它能引介新知，也能在一定程度內採取主動。在各國政府發現前，它已先影響了世界的行動。」聯合國政治事務部也隸屬於秘書處，是聯合國的外交部門；在秘書處下還設有聯合國維持和平部隊，是聯合國的常態性武裝部隊，負責介入世界各地武裝衝突地區，以行動促進和平。除此之外，秘書處也是聯合國大會與安全理事會的幕僚，為兩者提供經濟與政治分析資料。

## 附屬機構

### 辦公室
| 名稱                                                               | 首長                    | 首長職稱 | 首長國籍 | 創立時間 | 總部地點           |
| ------------------------------------------------------------------ | ----------------------- | -------- | -------- | -------- | ------------------ |
| 聯合國秘書長辦公廳                                                 | 安东尼奥·古特雷斯       | 秘書長   | 葡萄牙   | 1945年   | 聯合國總部大樓     |
| 聯合國發展協調辦公室                                               |                         |          |          |          | 聯合國總部大樓     |
| 聯合國人道事務協調廳                                               | 馬丁·格里菲斯           | 副秘書長 | 英国     | 1998年   | 聯合國總部大樓     |
| 聯合國反恐怖主义办公室                                             | 弗拉基米尔·沃龙科夫     | 副秘书长 | 俄羅斯   | 2017年   | 聯合國总部大楼     |
| 聯合國裁軍事務廳                                                   | 中满泉                  | 高級專員 | 日本     | 1998年   | 聯合國總部大樓     |
| 聯合國人權事務高級專員辦事處                                       | 福尔克尔·蒂尔克         | 高級專員 | 奥地利   | 1993年   | 聯合國日內瓦辦事處 |
| 聯合國內部監督事務廳                                               | 法图马塔·恩迪亚耶       | 副秘書長 | 塞内加尔 | 1994年   | 聯合國總部大樓     |
| 聯合國法律事務廳                                                   | 米格爾·德·塞爾帕·索雷斯 | 副秘書長 | 葡萄牙   | 1946年   | 聯合國總部大樓     |
| 联合国外层空间事务厅                                               | 阿尔蒂·霍拉·麦尼        | 主任     | 英国     | 1997年   | 聯合國維也納辦事處 |
| 联合国非洲问题特别顾问办公室                                       | 克里斯蒂娜·杜阿尔特     | 特别顾问 |          |          |                    |
| 联合国负责儿童与武装冲突问题秘书长特别代表办公室                   | 维吉尼亚·甘巴           | 特别代表 | 阿根廷   |          |                    |
| 联合国负责冲突中性暴力问题秘书长特别代表办公室                     | 普拉米拉·帕滕           | 特别代表 | 模里西斯 |          |                    |
| 联合国负责暴力侵害儿童问题秘书长特别代表办公室                     |                         | 特别代表 |          |          |                    |
| 联合国减少灾害风险办公室                                           | Kamal Kishore           | 特别代表 | 印度     | 1999年   | 聯合國日內瓦辦事處 |
| 聯合國毒品和犯罪問題辦公室                                         | 加达·瓦利               | 行政總監 | 埃及     | 1997年   | 聯合國維也納辦事處 |
| 聯合國最不發達國家、內陸發展中國家和小島嶼發展中國家高級代表辦公室 | 拉巴·法蒂玛             | 副秘書長 |          | 2001年   | 聯合國總部大樓     |
| 联合国伙伴关系办公室                                               |                         |          |          |          |                    |
| 联合国青年办公室                                                   |                         |          |          |          |                    |

### 部門
| 名稱                         | 首長               | 首長職稱 | 首長國籍 | 創立時間 | 總部地點       |
| ---------------------------- | ------------------ | -------- | -------- | -------- | -------------- |
| 聯合國經濟和社會事務部       | 李军华             | 副秘書長 | 中國     | 1948年   | 聯合國總部大樓 |
| 聯合國大會和會議管理部       | 莫夫谢斯·阿别良    | 副秘書長 | 亞美尼亞 |          | 聯合國總部大樓 |
| 聯合國全球傳播部             | 梅麗莎·弗萊明      | 副秘書長 | 美国     | 1946年   | 聯合國總部大樓 |
| 聯合國管理战略、政策和合规部 | 凱瑟琳·波拉德      | 副秘書長 |          |          | 聯合國總部大樓 |
| 聯合國业务支助部             | 阿圖爾·卡勒        | 副秘書長 | 印度     | 2018年   | 聯合國總部大樓 |
| 聯合國和平行動部             | 讓·皮埃爾·拉克魯瓦 | 副秘書長 | 法國     | 1992年   | 聯合國總部大樓 |
| 聯合國政治和建設和平事務部   | 羅斯瑪麗·迪卡洛    | 副秘書長 | 美国     | 1992年   | 聯合國總部大樓 |
| 聯合國安全和安保部           | 吉勒·米肖          | 副秘书长 | 加拿大   | 2005年   | 聯合國總部大樓 |

### 各地辦事處
| 名稱               | 首長              | 首長職稱 | 首長國籍 | 創立時間 | 總部地點     |
| ------------------ | ----------------- | -------- | -------- | -------- | ------------ |
| 聯合國日內瓦辦事處 | 塔蒂亚娜·瓦洛瓦亚 | 總幹事   | 俄羅斯   | 1966年   | 瑞士日內瓦   |
| 聯合國維也納辦事處 | 加达·法特希·瓦利  | 總幹事   | 埃及     | 1980年   | 奥地利維也納 |
| 聯合國奈洛比辦事處 | 扎伊娜卜·班古拉   | 總幹事   |          | 1996年   | 奈洛比       |

## 高级主管小组
高级主管小组是秘书长主持的高级团体，汇集联合国各部门、办事处、基金和方案的主管。此小组是于1997年联合国大会通过联合国秘书长科菲·安南的改革方案后设立的。

## 改革
2007年3月15日，第61届联合国大会通过两份框架性决议，批准联合国秘书长潘基文对秘书处进行改革：增设联合国外勤支援部，由秘书长任命一位副秘书长负责；成立聯合國裁軍事務廳，取代裁军事务部，由一位副秘书长级别的高级代表负责。

## 外部連結
- 聯合國祕書處官網（页面存档备份，存于） （英文）
- Kofi Annan: strengthening the United NationsArchive.today的存檔，存档日期2012-12-05, in larger freedom, 21 March 2005.
- United States Department of State – UN Division（页面存档备份，存于）
- The Four Nations Initiative